# Pierson (Manitoba)
Pierson é uma comunidade sem classificação jurídica reconhecida como um distrito urbano local, está localizada no Município Rural de Duas Fronteiras, no sudoeste de Manitoba, no Canadá. Pierson é o lar do Carnaval de Artesanato, com uma média de 1.700 pessoas. Este evento acontece no Edward Sports Center no primeiro sábado de outubro.